# Каперс, Легран
Легран Герри Каперс-младший (16 апреля 1834, Чарлстон — 2 декабря 1877, Новый Орлеан) — американский врач, участник Гражданской войны, известный описанием предполагаемого случая  беременности, вызванной пулей из огнестрельного оружия.

## Биография
Legrand (также LeGrand, Le Grand) Guerry Capers, Jr. был сыном торговца ЛеГрана Г. Каперса (1808–1868) и его первой жены Эбигейл Свифт (1810–1846). Легран Г. Каперс происходил из известной южно-каролинской семьи, его дядей был Уильям Каперс, а двоюродным братом — Эллисон Каперс. Легран Г. Каперс-старший служил в штабе генерала Уорта во время американо-мексиканской войны.
Он учился в Чарльстоне и Нью-Йорке, где его отец получил должность. Избрав профессию врача, он сначала стал стажёром своего шурина, Эбенезера Свифта. Медицинское образование получил в Медицинском колледже Джефферсона в Филадельфии. После получения диплома работал судовым врачом на одном из пароходов коммандера Вандербильта.
Когда началась Гражданская война, Каперс отправился в Монтгомери, штат Алабама, где участвовал в создании Медицинского департамента Конфедерации (англ. Confederate Medical Department в Алабаме. 18 июля 1861 года стал ассистентом хирурга в 4-м добровольческом пехотном батальоне штата Джорджия (позднее включённом в 21-й пехотный полк). 26 мая следующего года он получил звание хирурга и служил в 21-м пехотном полку штата Джорджия. 30 октября 1863 года назначен главным хирургом артиллерийского батальона майора Катшоу. Эдвин Сэмюэль Гайяр описал его как врача «большой проницательности и равной храбрости».
По окончании боевых действий Каперс переехал в Новый Орлеан, где стал демонстратором, а затем профессором анатомии в Медицинской школе Нового Орлеана. В 1869 году он познакомился с дочерью полковника Х. П. Ханта и женился на ней. С 1871 года практиковал вместе с доктором У. Э. Брикеллом, братом доктора Д. Уоррена Брикелла. Спустя несколько лет, когда Брикелл получил место преподавателя в Новом Орлеане, Каперс продолжил практику в одиночку. В 1873 году участвовал в борьбе с эпидемией холеры в Виксберге. В октябре 1877 года он тяжело заболел, как считалось, долевой пневмонией. По приглашению Брикелла он отправился в Новый Орлеан спасать здоровье. Скончался 2 декабря 1877 года, причиной смерти стал туберкулёз. Похоронен на кладбище в Виксберге. Воспоминания о нем появились в «Transactions of the Mississippi State Medical Association» и «American Medical Weekly».

## Описание случая в «American Medical Weekly»
В ноябре 1874 года Луисвиллский медицинский журнал «American Medical Weekly» в первом номере опубликовал статью Каперса под названием «Внимание гинекологам! — Заметки из журнала полевого и госпитального хирурга CSA» (англ. Attention Gynaecologists! — Notes from the Diary of a Field and Hospital Surgeon, C. S. A.. В ней автор изложил случай, свидетелем которого он якобы стал одиннадцатью годами ранее. 12 мая 1863 года состоялось сражение при Р. (позже было установлено, что это могло быть сражение при Реймонде в штате Миссисипи, в котором войска Конфедерации под командованием генерала Джона Грегга были разбиты дивизией Джона А. Логана). В ходе боя врач стал свидетелем того, как выпущенная пуля Минье ранила молодого солдата в ногу, затем срикошетила и прошла через мошонку, повредив левое яичко. Как сообщил Каперс, когда он заканчивал обработку ран солдата, к нему подбежала женщина из соседнего дома, прося помочь раненой дочери. 17-летняя девушка наблюдала за боем с лестницы дома и была ранена шальной пулей за несколько минут до этого. Рана находилась в животе, примерно на полпути между пупком и передним гребнем подвздошной кости. Пуля осталась в брюшной полости. Почти не надеясь поправить её здоровье, доктор дал девушке анодин и вместе с отступающим полком покинул район. Тем не менее, он посетил пациентку на следующий день и ещё несколько раз в течение следующих двух месяцев, наблюдая постепенное улучшение. Примерно через полгода после выздоровления он вернулся в Раймонд и обнаружил у девушки «необычное увеличение живота», напоминающее семимесячную или восьмимесячную беременность. Действительно, через 278 дней после первого визита Каперс принял роды здорового мальчика весом восемь фунтов. Это сопровождалось заверениями девушки в своей чистоте и смущением семьи. По словам Каперса, в дородовом исследовании девственная плева пациентки была цела.
Следующий визит Каперса состоялся через три недели после родов. Обеспокоенная бабушка ребёнка обратила тогда его внимание на припухлость и покраснение в области половых органов ребенка. Исследование выявило наличие инородного тела в мошонке новорожденного, которое после хирургического удаления оказалось пулей из огнестрельного оружия. Как сообщил Каперс, после нескольких дней и ночей размышлений ему в голове пришло «единственно возможное решение» этого феномена: пуля, которую он извлёк из мошонки ребёнка, была той же пулей, которая ранила солдата девятью месяцами ранее, а затем, «неся в себе частицы спермы и сперматозоиды», попала в живот 17-летней девственницы, что привело к её оплодотворению. Врач поделился своей теорией с семьёй молодой матери, а также с предполагаемым отцом ребенка. Солдат и девушка были представлены друг другу (по-видимому, они не видели друг друга раньше) и в конце концов поженились, и от этого союза родилось ещё двое детей.
Этот случай часто приводится в качестве примера медицинской мистификации, хотя однозначно не установлено, что автор намеренно вводил читателей в заблуждение. Дело в том, что он отправил работу в журнал анонимно. Однако редактор «American Medical Weekly» Эдвин Самуэль Гайяр узнал письмо Каперса и решил опубликовать его под именем автора. Публикация почти наверняка была шуткой и была направлена на то, чтобы привлечь внимание читателей к аналогичным описаниям маловероятных отношений. Через две недели после публикации комментарий редакции развеял сомнения в фиктивности этого события.
Несколькими месяцами позже большая часть текста была перепечатана журналом «Lancet», а статья была также полностью перепечатана «Canada Medical Record» и «Atlanta Medical and Surgical Journal». Случай также был процитирован в книге Джорджа М. Гулда и Уолтера Л. Пайла «Anomalies and Curiosities of Medicine», однако авторы подчеркнули его неправдоподобность. Напротив, в статье 1959 года об огнестрельных ранениях матки, опубликованной в «New York State Journal of Medicine», случай был приведён как реальный. В 1971 году журнал «Американское наследие» напомнил историю, описанную Каперсом. Десять лет спустя обширная статья по этому вопросу была опубликована в журнале «Military Affairs».
В музее Старого здания суда в Виксберге выставлены портрет Каперса, статья из American Medical Weekly и пуля, такая же, как описанная.
Городская легенда иногда связывают случай с Каперсом с происхождением английского выражения «son of a gun».